# M/S Patricia

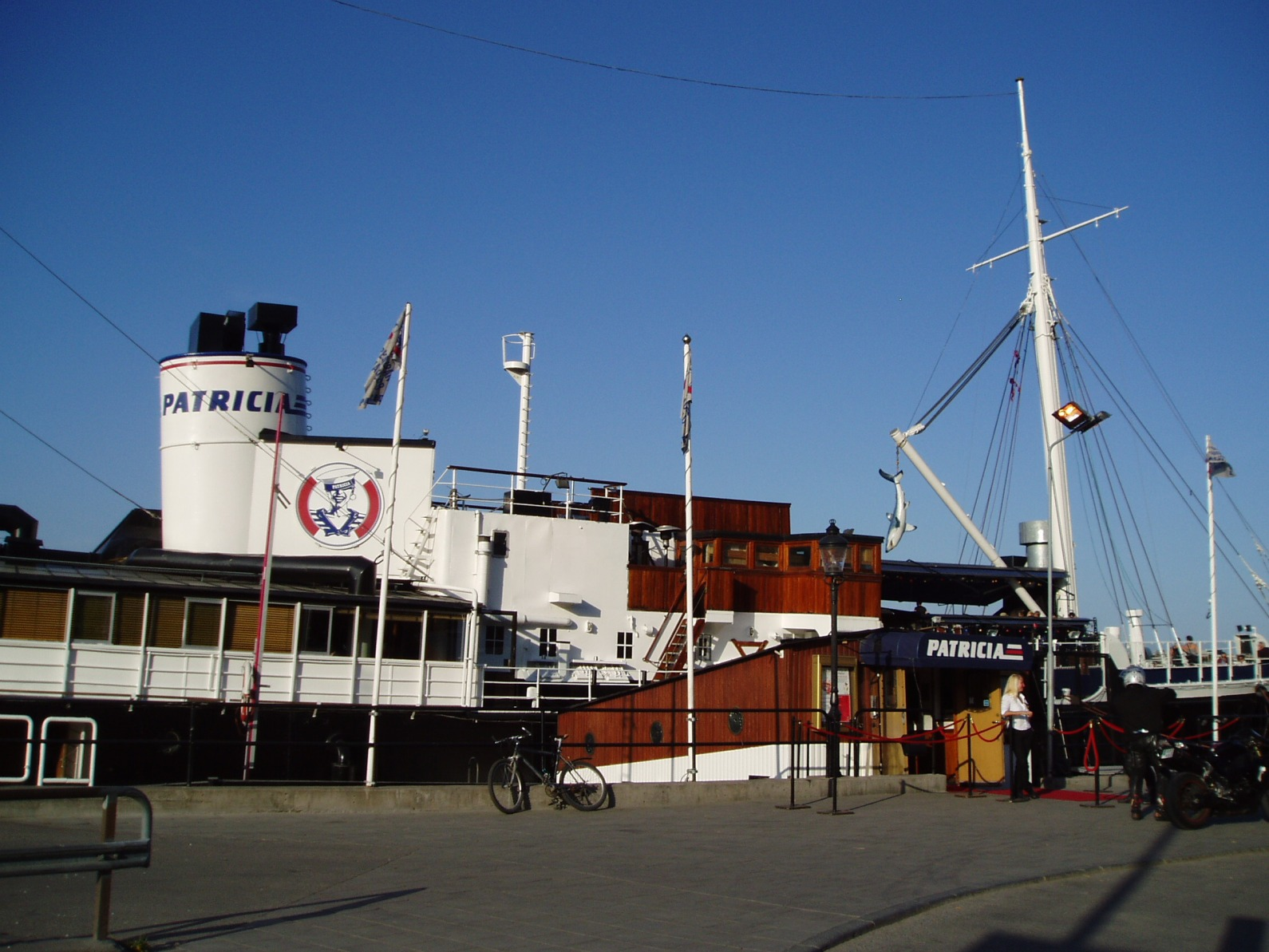
M/S Patricia

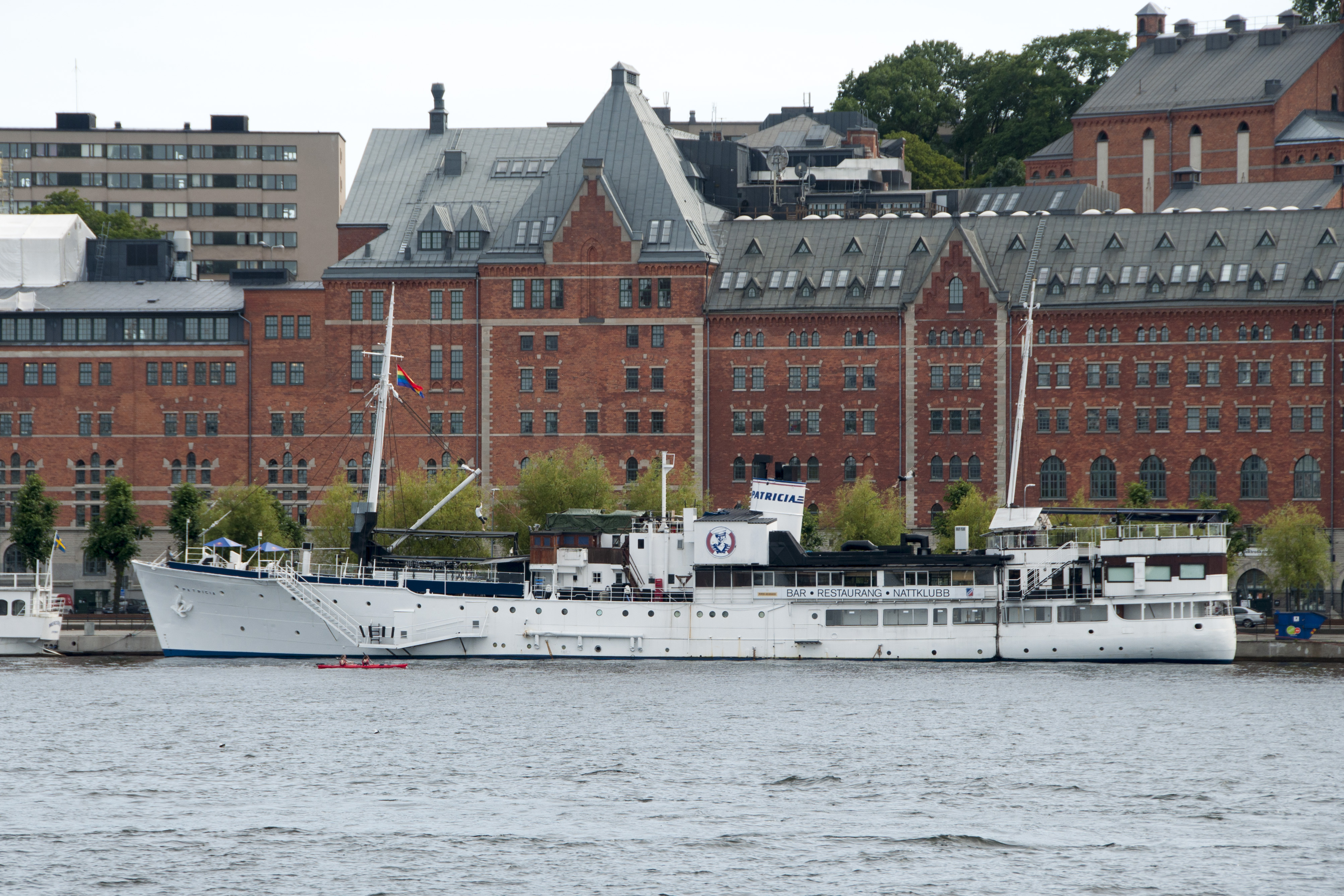
M/S Patricia vid Söder Mälarstrand

M/S Patricia är ett fartyg som ligger förankrat vid Söder Mälarstrand i Stockholm. 
M/S Patricia tjänstgör som flytande restaurang och nattklubb. Fartyget är bland annat känt för sina gayklubbar, vilket gett det smeknamnet "fjolljollen".

## Historik
Patricia byggdes 1938 vid Smiths varv som arbetsfartyg och representationsfartyg för the Corporation of Trinity House i London, vilket motsvarar den del av det svenska sjöfartsverket som ansvarar för fyrar. Det var Trinity House:s andra fartyg med namnet Patricia, och det ersattes inom denna organisation 1982 av det fortfarande tjänstgörande tredje Trinity House Vessel Patricia.
Patricia togs under andra världskriget i anspråk för krigstjänst och användes vid evakueringen av Dunkerque 1940 samt som bojutläggningsfartyg inför de allierades invasion i Normandie 1944. Kulhål från tiden i krigstjänst finns fortfarande kvar. Efter andra världskriget blev M/S Patricia eskortfartyg åt brittiska kungliga yachter.
Fartyget har sedan 1982 varit ett restaurangfartyg, först i Luleå och från 1986 i Stockholm. Fram till november 2013 har hon legat vid Stadsgårdskajen nära Slussen, men flyttades då till Söder Mälarstrand på grund av förberedelserna för att bygga om Slussen.